# Borodatxí
Borodatxí (en rus: Бородачи) és un poble de l'óblast de Volgograd, a Rússia, segons el cens del 2010 tenia 395 habitants. Pertany al districte de Jírnovsk.